# 2009 au Québec
Cet article traite des événements survenus en 2009 au Québec. 

## Événements

### Janvier
- 1er janvier : un train de marchandises déraille à Villeroy. Soixante-dix résidences sont évacuées à cause d'une fuite de gaz propane[1].
- 4 janvier : 5 000 personnes, selon les médias, manifestent à Montréal contre l'offensive israélienne dans la bande de Gaza. De nombreuses personnes portent des drapeaux palestiniens et protègent leur visage du froid glacial avec un keffieh, le foulard symbole de la résistance palestinienne. Les manifestants scandent des slogans hostiles à l'État hébreu, comme « Israël assassin, Israël terroriste » et « Intifada, Intifada »[2].
- 10 janvier : début des festivités du 375e anniversaire de la ville de Trois-Rivières[3].
- 13 janvier : ouverture de la première session de la 39e législature. Il s'agit d'une session spéciale de trois jours portant sur la question de la crise économique en cours. Après avoir été défait lors de la dernière élection du président, Yvon Vallières devient le nouveau président de l'Assemblée nationale[4].
- 14 janvier : dans son énoncé sur l'économie, la ministre Monique Jérôme-Forget annonce une série de mesures visant à faire face à la crise économique[5].
- 16 janvier : Jean Charest participe à la conférence fédérale-provinciale à Ottawa. Il a l'appui unanime de l'Assemblée nationale pour exiger le maintien de la formule actuelle de péréquation[6].
- 24 janvier : à la suite d'une rupture des négociations, les employés du Journal de Montréal sont mis en lock-out[7].
- 27 janvier au 28 janvier : le gouvernement fédéral dépose son budget en temps de crise. Le gouvernement Charest salue certaines des mesures prévues mais critique fortement la nouvelle formule de péréquation imposée par Ottawa[8],[9].

### Février
- 2 février : en visite à Paris, le premier ministre Jean Charest reçoit la Légion d'honneur des mains du président français Nicolas Sarkozy. Certains propos de celui-ci, associant les prises de position des souverainistes québécois à du sectarisme, font l'objet d'une controverse au Québec et sont dénoncés entre autres par Gérald Larose, président du Conseil de la souveraineté[10].
- 3 février :
  - Les quotidiens québécois ont noté que le président français a eu des mots sévères pour les indépendantistes, sans toutefois les nommer, parlant de « sectarisme » et « d'enfermement sur soi-même ». De son côté, le chef du Bloc québécois indépendantiste, Gilles Duceppe, accuse le président français Nicolas Sarkozy de s'être « ingéré » dans le débat sur l'unité canadienne et d'avoir fait preuve d'une « ignorance crasse » sur le Québec en critiquant les partisans de son indépendance :

« Je trouve que le président Sarkozy a manqué à la fois de dignité et de classe dans ses remarques [… et a] fait preuve d'une ignorance crasse de la situation québécoise. »

- 5 février : le constructeur aéronautique Bombardier annonce la suppression de 1 360 postes de travail soit 4,5 % de sa main-d'œuvre, en raison d'une baisse de la demande pour ses avions d'affaires[12].
- 6 février : sortie du film Polytechnique, réalisé par Denis Villeneuve et racontant l'histoire de la tuerie de l'École Polytechnique de Montréal en 1989[13].
- 13 février : dans une lettre adressée aux chefs indépendantistes québécois qui lui avaient reproché des propos « méprisants » à l'égard de leur mouvement, le président français Nicolas Sarkozy souligne la profondeur des liens entre la France et le Québec et sa volonté de « refonder » cette relation :

« Depuis mon élection, j'ai eu pour but de refonder la relation franco-québécoise en lui donnant un nouvel élan et en élargissant plus encore le champ de notre coopération […] Les Québécois, dans la diversité de leurs engagements et de leurs opinions, tiennent une place particulière dans le cœur des Français. Ce lien si profond qui nous unit […] constitue un trésor commun. C'est ce trésor que je voudrais, avec tous les Québécois, promouvoir et valoriser davantage encore [… souhaitant que la] nouvelle relation franco-québécoise s'épanouisse en harmonie avec la relation que la France entretient avec le Canada dans son ensemble. »

- 23 février : Mario Dumont annonce qu'il quittera son poste de chef de l'Action démocratique du Québec ainsi que celui de député de Rivière-du-Loup le 6 mars prochain. Il travaillera dans le secteur privé à Montréal, où il deviendra un animateur de télévision à TQS[15].
- 24 février : Guy Turcotte, un médecin de Saint-Jérôme est accusé et arrête du meurtre prémédité de ses deux enfants[16].
- 25 février : la Caisse de dépôt et placement annonce une perte globale de 39,8 milliards $ pour 2008, la pire performance de son histoire[17].
- 27 février : l'acteur québécois Marc-André Grondin remporte le César du meilleur espoir masculin[18].

### Mars
- 4 mars : le comédien Jean-François Harrisson est accusé de possession et distribution de pornographie juvénile et de la possession d'une petite quantité d'amphétamine (speed) et d'ecstasy[19],[20], qui met fin à sa carrière d'artiste.
- 10 mars : Jean Charest prononce le discours du trône de la première session de la 39e législature. Il annonce que la session sera dominée par la question économique et que des temps difficiles sont à prévoir en raison de la crise économique. Il annonce que le prochain budget sera déficitaire, mais évitera les coupures dans le système de santé et d'éducation[21].
- 19 mars : la ministre des Finances, Monique Jérôme-Forget, présente un budget déficitaire pour la première fois en 10 ans avec des dépenses de 63,9 milliards de dollars et des revenus de 62,4 milliards. De nouvelles sommes sont injectées dans la santé et l'éducation, et un nouveau régime d'épargen-actions (REA) est créé. La taxe de vente augmentera de 7,5 % à 8,5 % le 1er janvier 2011[22].
- 28 mars : Marcel Aubut est le premier francophone à être élu à la présidence du Comité olympique canadien[23].
- 29 mars : le gouvernement crée 14 nouvelles aires protégées qui couvrent plus de 18 000 km2. Le territoire protégé représente maintenant 8,12 % de la superficie du Québec[24].
- 29 mars : Karine Vanasse anime la 11e soirée des Prix Jutra. Ce qu'il faut pour vivre obtient le prix du meilleur film et Borderline celui de la meilleure réalisation. Natar Ungalaaq et Isabelle Blais sont les acteur et actrice de l'année. Le cinéaste Fernand Dansereau reçoit le prix du Jutra-hommage[25].
- 31 mars : Gérald Gallant, le plus prolifique tueur à gages au Canada est condamné à une peine de prison à vie pour 28 meurtres et 12 tentatives de meurtres[26].

### Avril
- 8 avril : Monique Jérôme-Forget annonce son retrait de la vie politique. Raymond Bachand lui succède au ministère des Finances[27].
- 9 avril : annonce de la création du Parc national du Lac-Témiscouata[28].
- 15 avril : l'opération SharQc, une vaste opération internationale (Québec, République dominicaine et France), visant à démanteler un réseau criminel de motards (Hells Angels) a permis l'arrestation de 150 personnes lors de 177 perquisitions essentiellement au Québec. L'enquête vise des infractions commises de 1992 à 2009 et concerne des diverses accusations, dont celles de 40 meurtres, de trafic de drogues et gangstérisme. Cinq sièges des Hells Angels ont été saisis[29],[30].
- 20 avril : l'Université de Montréal décerne un doctorat honoris causa à Charles Aznavour en reconnaissance de son « apport exceptionnel à la culture francophone ». La ministre de la Culture du Québec, Christine St-Pierre a félicité l'artiste pour la qualité de ses textes et « sa contribution exceptionnelle dans le rayonnement de la culture française à travers le monde »[31].
- 22 avril : le gouvernement dépose un projet de loi devant encadrer la fécondation in vitro[32].
- 23 avril : incendie de l'hôtel Lac-Des-Plages (anciennement Auberge Mon-Chez-Nous), institution qui a marqué l'histoire de Lac-Des-Plages en Outaouais. Une vingtaine de pompiers de quatre municipalités différentes ont mis plus de 9 h pour venir à bout du brasier, d'une rare intensité[33].
- 25 avril : Charles Aznavour devient officier de l'Ordre national du Québec[34].
- 28 avril : Jean Charest annonce de nouvelles directives concernant la transparence de ses ministres. Désormais, ceux-ci ne seront plus tenus de se départir de leurs entreprises, même lorsqu'elles feront affaire avec l'État[35].
- 29 avril : le député péquiste de Rousseau, François Legault révèle à l'Assemblée nationale que des fonds destinés aux interventions économiques régionales (FIER) au Saguenay–Lac-Saint-Jean ont été versés à des entreprises de la région de Montréal qui ont des liens étroits avec Pietro Perrino et Valier Boivin, partisans connus du Parti libéral du Québec[36].

### Mai
- 1er mai : le salaire minimum régulier au Québec est augmenté de 8,50 $ à 9 $ par heure[37].
- 2 mai : deuxième cas confirmé de grippe H1N1 au Québec[38].
- 9 mai : début des festivités du 375e anniversaire de Trois-Rivières[39].
- 11 mai : les grandes centrales syndicales forment un front commun afin de négocier de nouvelles conventions collectives avec le gouvernement[40].
- 12 mai : Le service de vélos en libre-service BIXI est lancé à Montréal[41].
- 13 mai : les travaux de construction du complexe hydroélectrique de la Romaine débutent dans la région de Havre-Saint-Pierre[42].
- 18 mai : le chanteur montréalais Gonzales, installé à Paris, bât le record du plus long concert individuel avec une performance homologuée à 27 heures 3 minutes et 44 secondes par le Guinness Book des records.. Ces 27 heures de concert étaient découpées en tranches de trois heures, séparées par quinze minutes de pause. Il a chanté plus de 300 chansons, sur la scène du Ciné 13 Théâtre, petite salle montmartroise de 120 places[43].
- 21 mai : création du parc national Kuururjuaq[44].

### Juin
- 7 juin : Pauline Marois rend public un plan étapiste devant mener à long terme à la souveraineté du Québec si le Parti québécois prend le pouvoir. L'objectif de ce plan vise d'abord à mettre fin aux incursions du gouvernement fédéral dans les champs de compétence provinciale[45].
- 22 juin : les libéraux Jean D'Amour et Clément Gignac remportent les élections partielles, respectivement dans les circonscriptions de Rivière-du-Loup et de Marguerite-Bourgeoys[46].

- 23 juin : Jean Charest procède à un remaniement ministériel: Clément Gignac devient ministre du Développement économique, de l'Innovation et de l'Exportation. Claude Béchard passe à l'Agriculture, aux Pêcheries et à l'Alimentation ainsi qu'aux Affaires intergouvernementales. Nathalie Normandeau est ministre des Ressources naturelles et Laurent Lessard la remplace aux Affaires municipales[47].
- 25 juin : François Legault annonce son retrait de la vie politique[48].

### Juillet
- 9 juillet : le Bureau d'audiences publiques sur l'environnement (BAPE) donne son accord au projet de la société Osisko de créer une mine à ciel ouvert à Malartic. L'Action boréale de l'Abitibi-Témiscamingue craint cependant des répercussions environnementales[49].
- 12 juillet : le boxeur italo-québécois, Arturo Gatti (37 ans), surnommé "Thunder", ancien champion IBF (poids plumes) et WBC (super-léger) de boxe, a été retrouvé mort à Porto de Galinhas (Brésil). La police brésilienne considère sa mort comme suspecte et a ouvert une enquête[50].
- 27 juillet : Earl Jones, accusé de fraudes envers une centaine d'investisseurs et disparu depuis plusieurs jours, se rend à la police[51].

### Août
- 4 août : une tornade de force F-2 a touché la petite ville paisible de Mont-Laurier, dans les Hautes-Laurentides, causant des dommages à une cinquantaine de résidences, dont certaines étant perte totale. Au total, la tornade a fait des dégâts de l'ordre de 6 millions $[52].
- 27 août : La production d'animation Cinar est reconnue coupable de violation du droit d'auteur pour la création et diffusion frauduleuse de la série Robinson Sucroë et elle est condamnée à verser 5,2 millions de dollars à un dessinateur Claude Robinson[53]. Le jugement est porté en appel.
- 31 août : TQS change de nom pour V[54].

### Septembre
- 7 septembre : l'ancien homme politique Mario Dumont anime son premier émission Dumont 360 sur V[55].
- 9 septembre : le ministre du Travail, David Whissell, démissionne à la suite d'une affaire de conflit d'intérêts. Sam Hamad lui succède au ministère[56].
- 21 septembre : le péquiste Nicolas Marceau remporte l'élection partielle de la circonscription de Rousseau, à la suite de la démission de François Legault[57].

### Octobre
- 3 octobre : 
  - Pierre Falardeau a droit à des funérailles grandioses à saveur nationaliste à l'église Saint-Jean-Baptiste de Montréal[58].
  - des milliers de personnes assistent à une conférence du dalaï-lama au Centre Bell de Montréal[59].
- 9 octobre : le fraudeur Vincent Lacroix, reconnu coupable d'avoir floué des centaines d'investisseurs, écope de treize ans de prison[60].
- 18 octobre : lors du congrès à la chefferie de l'ADQ, Gilles Taillon devient le nouveau chef du parti par une très mince majorité[61].
- 18 octobre : lancement de l'Opération Marteau visant à enquêter sur les crimes économiques au Québec[62].
- 29 octobre : signature d'une entente de principe à Fredericton prévoyant la vente de la plupart des actifs d'Énergie NB à Hydro-Québec[63].
- 30 octobre : trois mineurs perdent la vie à la mine Bachelor, exploitée par Ressources Métanor, lorsque leur ascenseur plonge dans une zone inondée à 1 500 pieds sous terre[64].

### Novembre
- 1er novembre : Régis Labeaume et Gérald Tremblay sont réélus respectivement maires de Québec et de Montréal lors des élections municipales[65].
- 4 novembre au 15 novembre : Journées québécoises de la solidarité internationale (JQSI) : journée lors de laquelle les enjeux de la solidarité internationale sont mis en avant. Le thème de cette année était le changement climatique[66].
- 7 novembre : Éric Caire et Marc Picard annoncent qu'ils quittent l'ADQ et siégeront désormais comme députés indépendants[67].
- 10 novembre : à la suite d'une crise interne dans le parti, Gilles Taillon annonce qu'il démissionne en tant que chef de l'Action démocratique du Québec. Sa démission sera effective lorsque son successeur sera désigné[68].
- 19 novembre : Gérard Deltell devient le nouveau chef de l'ADQ[69].

### Décembre
- 4 décembre : Les Canadiens de Montréal célèbrent leur centième anniversaire en battant les Bruins de Boston par la marque de 5-1 au Centre Bell[70].
- 14 décembre au 18 décembre : Jean Charest participe à la conférence de Copenhague sur le réchauffement climatique. Il se dit en désaccord avec certaines positions du gouvernement fédéral[71].

## Naissances
- 9 août : Anthony Bouchard (acteur)[72]

## Décès
- 10 janvier - Jean Pelletier (maire de Québec) (º 21 février 1935))
- 30 janvier - Bernard Arcand (anthropologue) (º 18 avril 1945)
- 31 janvier - Thérèse Lavoie-Roux (femme politique) (º 12 mars 1928)
- 6 février - George Karpati (neurologue) (º 17 mai 1934)
- 17 mars - Fernand Lindsay (promoteur de musique classique) (º 11 mai 1928)
- 18 mars - Jean Dutil (juge) (º 12 septembre 1931)
- 2 avril - Albert Sanschagrin (prélat) (º 5 août 1911)
- 3 mai - Renée Morisset (pianiste et professeure) (º 13 juin 1928)
- 28 mai - Marcel Béliveau (animateur et réalisateur) (º 19 novembre 1939)
- 3 juin - Benoît Marleau (acteur et humoriste) (º 17 mars 1937)
- 29 juin - Pauline Picard (femme politique) (º 27 avril 1947)
- 30 juin - Jacques Fauteux (journaliste et animateur) (º 29 janvier 1933)
- 11 juillet
  - Arturo Gatti (boxeur) (º 15 avril 1972)
  - Reggie Fleming (jouer de hockey) (º 21 avril 1936)
- 16 juillet - Charles Gonthier (juge) (º 1er août 1928)
- 5 août - Gerald Cohen (philosophe) (º 14 avril 1941)
- 13 août - 
  - Gilles Caouette (homme politique) (º 16 février 1940)
  - Gilles Ouellet (prêtre) (º 14 août 1922)
- 30 août - Sam Etcheverry (joueur de football) (º 20 mai 1930)
- 24 septembre - Nelly Arcan (écrivaine) (º 5 mars 1973)
- 25 septembre
  - Roger Blais (géologue) (º 4 février 1926)
  - Pierre Falardeau (réalisateur de cinéma) (º 28 décembre 1946)
- 28 septembre - Ghislain Bouchard (homme de théâtre) (º 1er juin 1932)
- 19 octobre : Joseph Wiseman (acteur) (º 15 mai 1918)
- 28 novembre - Gilles Carle (réalisateur et producteur de cinéma) (º 31 juillet 1928)

### Articles généraux
- Chronologie de l'histoire du Québec (1982 à aujourd'hui)
- L'année 2009 dans le monde
- 2009 au Canada

### Articles sur l'année 2009 au Québec
- Affaire Guy Turcotte
- Élection partielle québécoise de juin 2009
- Élection partielle québécoise de septembre 2009
- Élection à la direction de l'Action démocratique du Québec de 2009